# Artur Comboio
Artur Paulo Comboio (ur. 10 czerwca 1974 w Maputo) – mozambicki piłkarz grający na pozycji pomocnika. W swojej karierze rozegrał 17 meczów i strzelił 1 gola w reprezentacji Mozambiku.

## Kariera klubowa
Swoją karierę piłkarską Comboio rozpoczął w klubie CD Costa do Sol. W 1991 roku zadebiutował w jego barwach w pierwszej lidze mozambickiej. Wraz z tym klubem wywalczył sześć tytułów mistrza kraju w sezonach 1991, 1992, 1993, 1994, 1999/2000 i 2000/2001 oraz sześć Pucharów Mozambiku w sezonach 1992, 1993, 1995, 1997, 1998/1999 i 1999/2000. W latach 2001–2004 był piłkarzem południowoafrykańskiego klubu Moroka Swallows FC. W sezonie 2003/2004 zdobył z nim Puchar Południowej Afryki. W latach 2004–2006 występował w CD Maxaquene, a w latach 2007-2009 w CD Costa do Sol, w którym zakończył karierę. W sezonie 2007 sięgnął z nim po dublet - mistrzostwo i Puchar Mozambiku.

## Kariera reprezentacyjna
W reprezentacji Mozambiku Comboio zadebiutował 20 sierpnia 1991 w przegranym 0:2 towarzyskim meczu z Malawi, rozegranym w Blantyre. Od 1991 do 2002 wystąpił w kadrze narodowej 17 razy i strzelił 1 gola.